# Asociación Chilena de Periodistas y Profesionales para la Comunicación de la Ciencia
La Asociación Chilena de Periodistas y Profesionales para la Comunicación de la Ciencia (o por sus siglas ACHIPEC), conocida anteriormente como Asociación Chilena de Periodistas Científicos, es una asociación profesional que busca promover la comunicación científica en Chile, incentivar el trabajo interdisciplinario, y fomentar la diversificación de medios, herramientas y estrategias para la comunicación de las Ciencias naturales y sociales, así como de las Humanidades. Fue fundada el 3 agosto 1976.

## Historia
Fue fundada el 3 de agosto de 1976 bajo el patrocinio del Colegio de Periodistas de Chile.
Durante sus años de vida, ACHIPEC ha liderado diversos encuentros vinculados a la comunicación de la Ciencia en Chile. En octubre de 2016, ACHIPEC organizó el II Encuentro de Comunicación y Cultura Científica: "¿Lo estamos haciendo bien?", junto a la Red de Investigadores Chilenos en España (RedINCHE) en la Academia Chilena de Ciencias, ubicada en Santiago de Chile. 
Para su aniversario Número 46, en 2022, ACHIPEC reunió a sus miembros en la Academia Chilena de Ciencias y al ex ministro de Ciencia, Tecnología, Conocimiento e Innovación, Flavio Salazar.
Unos años después, en diciembre de 2024, ACHIPEC lideró el IV Encuentro Nacional de Profesionales de la Comunicación y Divulgación en Ciencia, Tecnología, Conocimiento e Innovación, junto a la Pontificia Pontificia Universidad Católica de Valparaíso, la Universidad de Playa Ancha y el Nodo CIV-VAL. El encuentro se realizó en la ciudad de Valparaíso con el objetivo de reflexionar en torno a las oportunidades, desafíos y responsabilidades de la comunicación científica en Chile y la sociedad actual. La instancia contó con la participación de la ministra de Ciencia, Tecnología, Conocimiento e Innovación, Aisén Etcheverry.
Más de 170 expositores y asistentes de distintas áreas de la divulgación científica se reunieron en el IV Encuentro Nacional de Profesionales de la Comunicación y Divulgación en Ciencia, evento que incluyó a conferencistas internacionales como el artista ecológico Xavier Cortada, la directora del Centro de Estudios de Ciencia, Comunicación y Sociedad de la Universidad Pompeu Fabra, Gema Revuelta, la directora del Programa de Comunicación Científica de la Universidad de California en Santa Cruz, Estados Unidos, Erika Check Hayden, el director de la Red de popularización de la Ciencia y la Tecnología en América Latina y el Caribe (RedPOP) del Programa de Ciencia, Tecnología y Sociedad de UNESCO, Miguel García Guerrero, y el experto en Inteligencia Artificial de la Universidad de Edinburgo, Escocia, John Atkinson.
Desde el año 2007, ACHIPEC es miembro activo de la Federación Mundial de Periodistas Científicos (WFSJ, por sus siglas en inglés), organización que busca reunir a periodistas científicos de todo el mundo, con el objetivo de compartir experiencias entre sus integrantes y participar en actividades de capacitación para fortalecer y profesionalizar el periodismo científico.[cita requerida]

## Directiva y miembros
Actualmente, los miembros de ACHIPEC son profesionales de distintas regiones de Chile que trabajan en medios de comunicación, centros de investigación científica, universidades y fundaciones vinculados al conocimiento.
Por otra parta, desde su fundación ha sido encabezada por diversos presidentes como Sergio Prenafeta Jenkin, Gonzalo Argandoña Lazo, Nélida Pohl, Andrea Obaid y Macarena Rojas.
| Período   | Presidencia             |
| --------- | ----------------------- |
| 1976-2015 | Sergio Prenafeta Jenkin |
| 2015-2017 | Gonzalo Argandoña Lazo  |
| 2018-2019 | Gonzalo Argandoña Lazo  |
| 2019-2021 | Nélida Pohl             |
| 2022-2024 | Andrea Obaid            |
| 2024-2027 | Macarena Rojas          |